# Amina de Zaria
Amina de Zaria o Aminatu (1533-1610) conocida como la reina guerrera, o la Reina Haussa, fue una reina hausa del estado musulmán de Zazzau (actual Zaria), en el actual noroeste de Nigeria. Fue la primera mujer en convertirse en Sarauniya (reina) en una sociedad dominada por hombres. Amplió el territorio del pueblo hausa del norte de África a las fronteras más grandes de su historia. Gran parte de lo que se sabe de la Reina Amina se basa en la información relacionada en las Crónicas de Kano. Otros detalles se extraen de las tradiciones orales de Nigeria. Como resultado, el recuerdo de la Reina Amina ha asumido proporciones legendarias en su Hausaland natal y más allá. El estado moderno de Nigeria ha inmortalizado a la reina Amina con una estatua ecuestre, lanza en mano, frente al teatro nacional en el centro de Lagos. Hay controversia entre los académicos sobre la fecha de su reinado, proponiéndose fechas desde mediados del siglo XV a finales del XVI.